# Yueqin
Yueqin (chiń. 月琴; pinyin yuèqín) – chiński instrument muzyczny, rodzaj lutni szarpanej.
Instrument ma okrągłe, płaskie pudło rezonansowe przykryte płytą rezonansową z cienkiej deseczki. Krótka szyjka zakończona jest komorą kołkową z osadzonymi w niej kołkami. Yueqin ma kilka progów, które rozmieszczone są wzdłuż szyjki i na płycie, w kierunku księżycowatego mostka, pełniącego jednocześnie funkcję strunociągu. Cztery (czasami trzy), strojone parami w kwintach struny szarpie się plektronem.
Instrument ma długą, sięgającą starożytności historię. Wykorzystywany był w muzyce ludowej i klasycznej, a współcześnie najczęściej w operze.